# Венгерско-уругвайские отношения
Венгерско-уругвайские отношения — двухсторонние дипломатические отношения между Венгрией и Уругваем. Обе страны являются членами Организации Объединенных Наций. Ни в одной из стран нет постоянного посла.

## История
7 декабря 1870 года Австро-Венгерская империя и Уругвай подписали Договор о торговле, судоходстве и дружбе. В конце 1800-х — начале 1900-х годов примерно 5-7 000 венгров иммигрировали в Уругвай. В 1936 году в Монтевидео была создана Уругвайско-венгерская ассоциация. В первой половине 20 века также наблюдался значительный приток венгерских евреев в Уругвай.
В 1953 году Венгрия открыла торговое представительство в Монтевидео. 14 июня 1956 года обе страны установили дипломатические отношения. Однако дипломатические отношения не могли быть установлены до 1964 года из-за Венгерской революции 1956 года. Первые визиты министров иностранных дел на высоком уровне состоялись в 1972 году, когда заместитель министра иностранных дел Венгрии Имре Холлаи посетил Уругвай. В 1986 году министр иностранных дел Уругвая Энрике В. Иглесиас посетил Венгрию с визитом. Между обеими странами состоятся и другие министерские визиты высокого уровня.
В 2002 году Уругвай закрыл свое посольство в Будапеште из-за бюджетных ограничений.

## Двусторонние соглашения
Обе страны подписали несколько двусторонних соглашений, таких как Межбанковское соглашение (1950); Соглашение о взаимном поощрении и защите инвестиций (1992); и Соглашение об избежании двойного налогообложения в отношении подоходного налога и Налога на богатство (1993).

## Дипломатические миссии
1. Венгрия аккредитована в Уругвае через свое посольство в Буэнос-Айресе, Аргентина, и имеет посольский офис в Монтевидео[7].
2. Уругвай аккредитован в Венгрии через свое посольство в Вене, Австрия[8]